# Ring français
Pour les articles homonymes, voir Ring.
 (décembre 2012).
Le ring français est un sport canin incluant des épreuves d'assouplissements et du mordant sportif.
Il se compose de trois exercices :
- Les sauts
- Les exercices d'assouplissement (obéissance)
- Le mordant

## Description et Historique
Il comporte quatre niveaux : le brevet, le niveau I, le niveau II et le niveau III. Chaque année, un championnat/finale est organisé  courant juin après des concours sélectifs (les chiens doivent passer sous 3 jurys différents à travers des groupes). Une "petite finale", le Grand-Prix sacre le meilleur binôme dans les classes 1 et 2.  
Les règlements et prescriptions sont disponibles sur le site du Groupe de Travail Ring (organe officiel). 
Les races de chien les plus courantes en ring sont : principalement le Berger belge malinois, viennent ensuite le Berger belge Tervuren et le Berger allemand. Le Berger de Hollande essentiellement dans sa version poil court, est de plus en plus présent. On peut voir aussi des Beaucerons, des Briards, des Bergers picards et des Bergers belges comme le Groenendael et le Laekenois. 
Le Ring français est apparu au début du XXe siècle (1905 environ) mais après le Ring belge apparu dans les années 1890. 